# Oberleitungsbus Bochum
Der Oberleitungsbus Bochum war das Oberleitungsbus-System der Städte Bochum und Herne in Nordrhein-Westfalen. Es bestand von 1949 bis 1959 und wurde von der Bochum-Gelsenkirchener Straßenbahnen AG betrieben. Der Oberleitungsbus wurde nach seiner Stilllegung durch Omnibusse ersetzt.

## Geschichte

### Vorgeschichte und Eröffnung
Bereits im Zweiten Weltkrieg wurde die Errichtung eines Oberleitungsbusbetriebes geplant und 1943 als erste Baumaßnahme 100 Betonmaste gesetzt. Infolge der Schwierigkeiten der Beschaffung von Baumaterialien verzögerte sich der weitere Ausbau. Erst am 18. Juni 1949 erfolgte die Eröffnung der Strecke Gerthe, Apotheke – Castroper Hellweg – Frauenlobstraße – Wiescherstraße – Bahnhofstraße – Bahnhof Herne als Linie C. Die zweispurige Strecke hatte eine Länge von 5,9 Kilometern. Hinzu kam eine 180 Meter lange Betriebsstrecke von der Frauenlobstraße zum Straßenbahnbetriebshof Gerthe.

### Erweiterungen
Am 17. Februar 1950 wurde die Verlängerung Bahnhof Herne – Eschstraße – Roonstraße – Von-Waldthausen-Straße – Horsthausen, Zeche Friedrich der Große III/IV eingeweiht. Die Gesamtlänge betrug nun 9,26 Kilometer. Ein weiterer Ausbau der Strecke fand nicht mehr statt. Im Mai 1951 erhielt die Oberleitungsbuslinie die Nummer 61. 

### Einstellung
Nach zehn Jahren wurde der Oberleitungsbusbetrieb eingestellt, da größere Bauvorhaben in der Stadt eine Betriebsunterbrechung von mindestens einem Jahr notwendig gemacht hätten. Die Oberleitungsbusse 1–4 wurden an den Oberleitungsbus Neuwied verkauft, für den Einmannbetrieb umgebaut und 1962 außer Dienst gestellt. Wagen Nummer 5 kam zum Oberleitungsbus Solingen und war dort noch bis 1973 in Betrieb.

## Fahrzeuge
Für den vorgesehenen 30-Minuten-Takt wurden drei Fahrzeuge benötigt. Zunächst erfolgte die Anschaffung von vier Oberleitungsbussen der Kriegsbauweise, Normgröße II, Henschel/Kässbohrer/BBC, Baujahr 1947. Diese erhielten die Nummern 1–4. Im Jahre 1954 kam ein von Henschel/Uerdingen/BBC hergestellter Oberleitungsbus vom Typ ÜHIIIs hinzu, der die Betriebsnummer 5 erhielt. 